# جون إتش. لويس
جون إتش. لويس هو محامي وسياسي أمريكي، ولد في 21 يوليو 1830 في إثاكا في الولايات المتحدة، وتوفي في 6 يناير 1929 في كنوكسفيل في الولايات المتحدة. نشط حزبياً في الحزب الجمهوري. وقد انتخب عضو مجلس نواب إلينوي ‏ وانتخب عضو مجلس النواب الأمريكي ‏.